# Фокас Фокас
Фокас С. Фокас (на гръцки: Φωκάς Σ. Φωκάς) e гръцки лекар, преподавател в Атинския университет.

## Биография
Фокас Фокас е роден в 1886 година в източномакедонския град Сяр. Преподава медицина в Атинския университет. В 1916 година става военен хирург. Участва в Гръцко-турската война и в 1921 година е убит от турски войници по време на изпълнение на лекарските си задължиния. Името му носи улица в Сяр.